# Piripiri
Piripiri là một đô thị thuộc bang Piauí, Brasil. Đô thị này có diện tích 1408,928 km², dân số năm 2007 là 60185 người, mật độ 42,72 người/km².